# Androszthenész
Androszthenész (Ἀνδρόσθενης, latinosan: Androsthenes) (i. e. 4. század) görög földrajzi író
Feltehetőleg Thaszoszban született, s Amphipoliszban élt. Részt vett Nagy Sándor hadjárataiban, s Nearkhosz parancsnoksága alatt végighajózott az Induson, ezután Nagy Sándor megbízásából Arábia partvidékét kutatta. Tapasztalatairól egy könyvet írt, amelyből azonban csupán néhány töredék maradt fenn.